# مخباط (أداة زراعية)

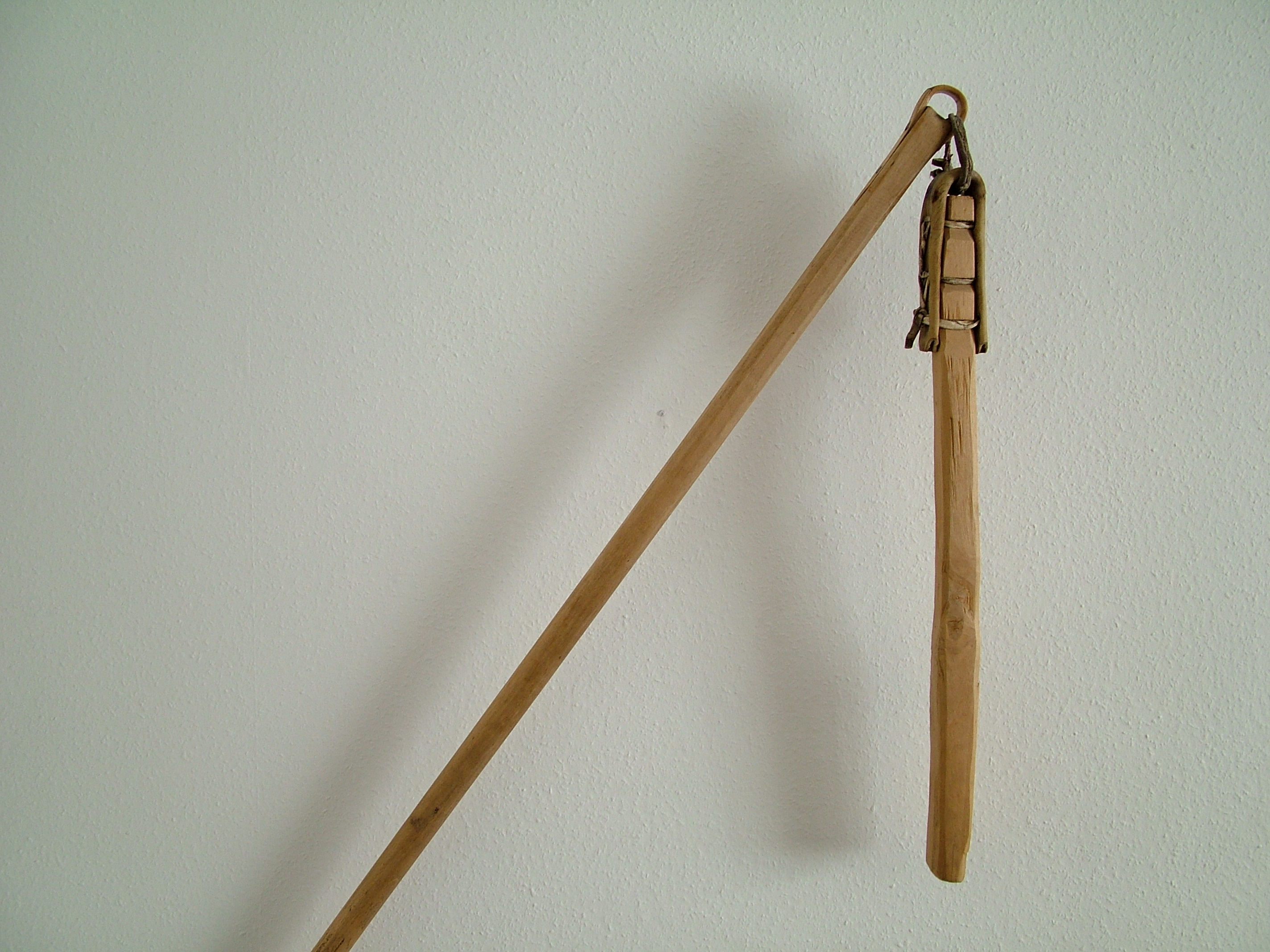
مثال على مخباط الحبوب.

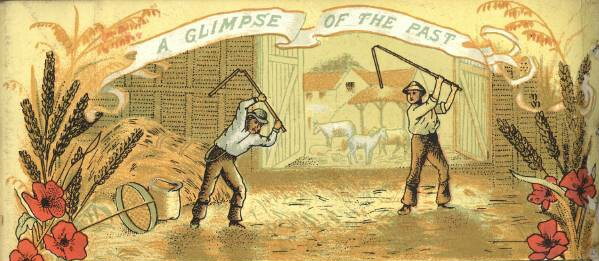
المخابيط المستخدمة في بريطانيا.

المِخْباط هو أداة زراعية تستخدم للدراسة، وهي عملية فصل الحبوب عن الغلاف القشري.
عادة ما تكون مصنوعة من اثنين من العصي الكبيرة أو أكثر؛ وتكون هذه العصي مرفقة ببعضها البعض عبر سلسلة قصيرة ؛ تمسك إحدى العصا ويتم تلويحها، مما يتسبب في أن تضرب الأخرى (الكاسحة) كومة من الحبوب، الأمر الذي يسبب في تفكك القشور. تم تحديد أبعاد وأشكال المدرس بدقة من قبل أجيال من المزارعين، بحيث أن يتناسب مع الحبوب التي كانوا يحصدونها. على سبيل المثال، المدارس التي يستخدمها المزارعون بشكل عام في كيبك في عملية معالجة القمح ، مصنوعة من قطعتين من الخشب، المقبض (الذي يتم إمساكه) يبلغ طوله حوالي 1.5 متر (4.9 قدم) و يكون طول قطره حوالي 3 سنتيمتر (1.2 بوصة)، والعصا الثانية يكون طولها حوالي 1 متر (3.3 قدم) ويكون قطرها حوالي 3 سنتيمتر (1.2 بوصة) ، مع استدقاق طفيف نوعا ما نحو النهاية. المدارس التي تستعمل لمعالجة الحبوب الأخرى، مثل الأرز أو الحنطة ، يكون لها أبعادًا مختلفة.

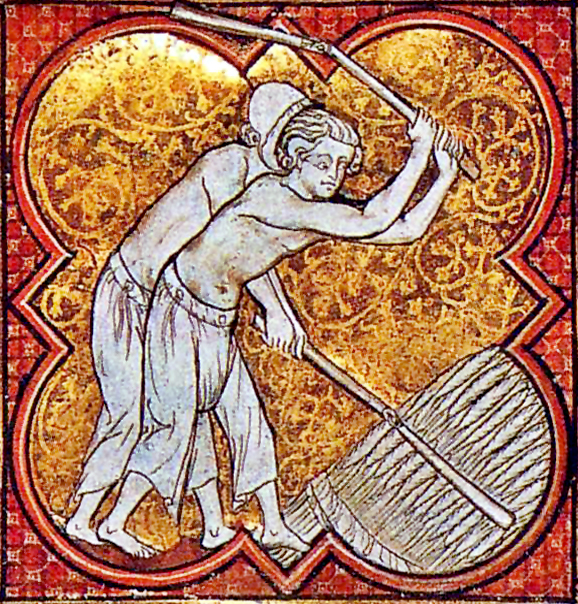
فلاحو نلفرنسيون يدرسون بواسطة المدرس ، حوالي عام 1270.

في هذه الأيام، لا يتم استعمال المدارس بتاتا بشكل عام تقريبا في العديد من الدول، وذلك بسبب توفر التقنيات التكنولوجية مثل الحصادات التي تتطلب عمل يدوي أقل بكثير. ولكن في العديد من الأماكن، مثل مينيسوتا ،  لا يمكن حصاد الأرز البري بشكل قانوني إلا بواسطة استخدام الوسائل اليدوية، وتحديداً من خلال استخدام قارب الكانو ومدرس مصنوع من الخشب مستدير الشكل وناعم الملمس ولا يزيد عن طول حوالي 30 بوصة (76.2 سم).

## إستخدامات غير زراعية
كما هو الحال مع معظم الأدوات الزراعية، غالبًا ما تستخدم المدارس كأسلحة من قبل المزارعين عند افتقارهم إلى أسلحة أفضل. تم اقتراح المدرس كأحد الأدوات التي شكلت أصول السلاح المكون من قضيبين والذي يدعى ننشاكو، في نظام الأسلحة Okinawan kobudō. أول استخدام موثق للمدرس كسلاح كان في حصار دمياط في عام 1218 خلال الحملة الصليبية الخامسة، كما هو موضح ومشروح في السجل التاريخي من قبل ماثيو باريس  ؛ يفي التقليد أن الرجل الذي إستعمله كان الفريزي هايو من وولفغا الذي هاجم حامل العمل بين المدافعين المسلمين وضربه بقوة وبعنف واستولى على العلم. تم استخدام المدارس أيضًا كأسلحة من قبل المزارعين تحت قيادة يان جيجكا أثناء حروب الهوسيين في بوهيميا.
في حضارة مصر القديمة ، كان المدرس رمزًا مرتبطًا بالملك أو بالحاكم، حيث كان يرمز إلى قدرة الحاكم على إعالة الناس (عصى الراعي والمدرس).

## روابط خارجية
- أدوات المزرعة العتيقة
- الزراعة في العصر الفيكتوري
- صورة لنوع واحد من سائل الأرز